# Банда Сергея Захарова
Банда Сергея Захарова («Захаровские»)  – организованная преступная группировка, действовавшая в 1992 – 2000 годах в Москве и Московской области.

## Создание банды
Сергей Николаевич Захаров родился 30 января 1968 года в Приморском крае. Он окончил военное училище в Житомире, потом служил в спецназе. Уволившись в запас в 1991 году, Захаров поселился в Москве.  Он стал посещать спортзал, который арендовал бывший учитель физкультуры Геннадий Пушков. Там Захаров познакомился с каратистом Андреем Борисовым, боксером Александром Бурлаковым (оба тренировали детей) и двумя молодыми людьми без определенных занятий  –  Александром Даниловым и Дмитрием Романовым. Позже они составили костяк банды, которую организовали Геннадий Пушков и Александр Кушнер. Двое последних стали номинальными лидерами банды.

## Конспирация «захаровских»
Порядки в банде были довольно строгие. Её участником запрещалось употреблять алкоголь и наркотики, по утрам для них были обязательны пробежка и зарядка.
Банда Захарова отличалась высоким уровнем конспирации. Предприниматели, платившие банде, не знали ни фамилии, ни адреса «Сережи».  Для контактов Захаров давал номер своего пейджера, в качестве подписи в сообщениях использовал набор цифр. Сам звонил только из телефона-автомата, говорил всегда очень коротко.
Приезжая на «стрелку», Захаров  оставлял автомобиль за несколько кварталов, дальше шел переулками. Перед каждой операцией «Захар» покупал участникам банды новые мобильные телефоны и следил, чтобы после они обязательно выбрасывались. С подчиненными ему бандитами договаривался только символами (например, говорилось: встречаемся «где вчера» или «где обычно»). Если человек опаздывал, менялось все – от пейджера до места жительства. Захаров даже уничтожил  фотографии, где он был запечатлен вместе с другими участниками банды.
Банда Захарова не имела дел с другими криминальными группировками и не платила ни в один «общак». Она была известна в криминальных кругах как «бригада» спортсменов-«отморозков», которой руководит некий «Сережа». Другие криминальные группировки опасались иметь дело с «захаровскими». По некоторым данным, Захаров контактировал с   «ореховскими»,  «измайловскими»,  «солнцевскими», но близко ни с кем не сходился.

## Преступная деятельность
В 1992 году банда занялась рэкетом. Сначала «захаровские» заставили платить им владельца ресторана. Участники банды приходили к нему за деньгами регулярно, в последний день каждого месяца. Позже бандиты обложили данью многих торговцев на Даниловском рынке.
Один знакомый однажды попросил Захарова «выбить» долг в 20 тысяч долларов у некого Кузьмина. Бандиты похитили Кузьмина и увезли в Ясенево. Там Захаров потребовал с него долг с процентами — 37 тысяч долларов. Кроме того, Захаров потребовал еще и его трехкомнатную квартиру. После нескольких дней плена и побоев Кузьмин согласился на условия бандитов.
Позже с аналогичной просьбой к Пушкову обратился человек, который не желал отдавать 10 тысяч долларов, взятые им в долг у бизнесмена Галкина . Пушков приказал Захарову припугнуть Галкина, но тот убил бизнесмена.
В 1993 году бандиты заставили платить им строительную компанию «Юнистрой». Эта фирма, являвшаяся по сути «пирамидой», продавала вкладчикам квартиры в домах-новостройках. Каждый месяц «Юнистрой» платил бандитам сто тысяч долларов. После того как «Юнистрой» разорился (при этом вкладчики потеряли деньги), часть собранных им сумм досталась банде.
В том же году участники банды взяли под криминальный контроль известное книжное издательство. Владельцы издательства стали платить банде 50 тысяч долларов ежемесячно.
Постепенно лидер группировки Пушков стал мешать Захарову, фактически руководившему бандой. В 1994 году Пушков был убит на пороге своего офиса. Захаров в это время находился в Израиле. Через какое-то время второй лидер «захаровских» Кушнер пропал без вести. Убийство и исчезновение двоих лидеров банды так и остались нераскрытыми, но очевидно, что Пушков и Кушнер были убиты по приказу Захарова.
В 1996 году Захаров вернулся в Россию и прямо в аэропорту был задержан по подозрению в убийстве Галкина. В его автомобиле нашли пистолет, из которого был застрелен бизнесмен. По некоторым данным, Захаров избежал обвинений в похищении и убийстве потому, что дал взятку в размере не менее 100 тысяч долларов. Это привело к скандалу, двое сотрудников прокуратуры были уволены, однако, несмотря на это, Захаров был признан виновным лишь в незаконном ношении оружия и приговорен к 1,5 годам заключения.
Освободившись в 1999 году, Захаров собрал деньги с подконтрольных ему коммерсантов за все то время, которое он провел в заключении. А вскоре банда взяла под свой контроль риэлторскую фирму и крупнейший московский автосалон. Обе эти фирмы стали ежемесячно платить банде 10 тысяч долларов.
К 1999-2000 годам банда Захарова взяла под свой контроль десятки торговых точек и фирм.

## Серия похищений
Летом 1999 года «захаровские» похитили и убили бизнесмена Геннадия Федулова, работавшего при Одинцовской таможне.
Захаров познакомился с крупным бизнесменом Максимом Коныгиным и создал вместе с ним офшорную фирму «ТМК-финанс» по торговле нефтепродуктами. Захаров иногда ездил к Коныгину в Грецию и подружился с его семьей. Компаньоны задумали расширять бизнес, решили закупить в Голландии партию внедорожников и реализовать их в Москве.
Осенью 1999 года Коныгин вернулся из Голландии. Захаров встретил его в аэропорту, и компаньоны уехали на его автомобиле. Через некоторое время бандиты позвонили родным Коныгина и потребовали 700 тысяч долларов. Около месяца похитители держали Коныгина в лесу. Рядом с ним в палатке жили охранявшие его бандиты. Коныгин был  прикован цепью, его почти не кормили. Его родные не смогли собрать требуемую бандитами сумму, и бандиты убили Коныгина.
К тому времени капитал банды составлял уже миллионы долларов. Только на счету Захарова в одном из израильских банков находилось 2,5 миллиона долларов. Кроме того, он держал крупные суммы денег в банках Литвы, Эстонии и Греции.
Вместе с тем, к тому времени другие преступные группировки объединились против банды Захарова, и предприятия, платившие «захаровским», стали уходить под контроль этих других группировок. Одним из тех, кто «отобрал бизнес» у бандитов Захарова, был человек по фамилии Хозяинов. В 1999 году Захаров встретился со своим сослуживцем Владимиром Салтыковым и предложил тому убить Хозяинова за 10 тысяч долларов.  Позже, в 2000 году, Салтыков и его друг Китиновасов попытались заложить взрывное устройство под автомобиль Хозяинова, но устройство взорвалось у Салтыкова в руках. Китиновасов и Салтыков были задержаны и сначала отрицали свою причастность к взрыву, но когда экспертиза показала, что травмы, полученные Салтыковым, — результат срабатывания взрывного устройства, во всем признались и рассказали про Захарова. Лидер банды был объявлен в федеральный и международный розыск.
В мае 2000 года Захаров предложил своим подчиненным совершить несколько похищений людей, получить за них выкуп и распустить банду. «Захаровские» согласились и даже дали своеобразную клятву, что никого не выдадут, если их арестуют.
Бандиты похитили Али Вердиева, сына владельца ресторана Таира Вердиева, который прежде платил бандитам. «Захаровские» вывезли Али в лес и потребовали у него 14 тысяч долларов за освобождение. Али позвонил своему  другу с просьбой найти деньги. Ночью тот привез 11 тысяч в указанное похитителями место и, оставив пакет с деньгами, уехал. Но Захаров, вернувшись к пленнику, сказал, что ему подсунули «куклу» вместо денег, и потребовал, чтобы Али позвонил отцу, на этот раз потребовав 59 тысяч долларов. После того, как Таир Вердиев не заплатил бандитам, они убили его сына, при этом забрав его борсетку, часы и обручальное кольцо.
Позже бандиты похитили Аркадия Бабаяна, прежде подконтрольного им бизнесмена с Даниловского рынка. «Захаровские» под пытками заставили Бабаяна позвонить своему знакомому с требованием заплатить выкуп в 10 тысяч долларов. Тот пообещал привезти деньги, но обратился в РУБОП.
Похитители приказали знакомому Бабаяна приехать в условленное место за городом и пешком прийти туда, куда они ему укажут. Встретившись с Захаровым, знакомый Бабаяна сказал главарю банды, что не отдаст денег, пока не убедится, что Бабаян жив. Когда бандиты привели Бабаяна, к этому месту уже подъезжали сотрудники милиции. Поняв, что попали в засаду, бандиты бежали в лес.
Бабаян рассказал, что его похитили бандиты, которые прежде «крышевали» его бизнес. Однако он знал только их имена. Позже милиционеры установили, что это были Захаров и Бурлаков.

## Аресты, следствие и суд
В июле оперативники РУБОПа задержали Бурлакова и Борисова, когда те собирались похитить еще одного человека. Главаря банды удалось задержать только 15 мая 2001 года на Шаболовке, неподалеку от штаб-квартиры РУБОПа. Один милиционер случайно узнал Захарова и задержал его, при этом у главаря был изъят пистолет и фальшивый паспорт. Впоследствии, во время следствия Захаров признался лишь в хранении оружия и использовании поддельного документа.
На подмосковной даче Захарова был изъят крупный арсенал группировки, большие суммы денег и дискеты, на которых хранилась информация о людях, которых бандиты собирались похитить.
Большинство жертв бандитов боялись писать заявления в милицию, даже когда преступники были задержаны. Суд над «захаровскими» начался в октябре 2002 года. Свою вину практически полностью признал только Бурлаков. Захаров и Борисов уверяли, что никого не убивали и что дело сфабриковано. Однако следствию удалось доказать обратное. Все трое подсудимых были признаны виновными в бандитизме, убийствах, похищениях людей, вымогательствах и в ряде более мелких преступлений.
Во время оглашения приговора в зале суда из обвиняемых присутствовал только Бурлаков. Захаров и Борисов в знак протеста против «произвола» разбили себе головы о стены в конвойной комнате, и их пришлось госпитализировать, а приговор зачитать в их отсутствие.  Путём частичного сложения обвинений Захаров был приговорен к 21 году тюрьмы с конфискацией имущества, Борисов  –  к 14 годам, Бурлаков, на показаниях которого строилось обвинительное заключение  – к 7.  К тому времени Александр Данилов и Дмитрий Романов все еще находились в розыске.
В 2019 году Захаров неожиданно заявил о готовности дать показания правоохранительным органам и признался в причастности к убийствах Максима Коныгина, Геннадия Пушкова и криминального авторитета Медунова (по кличке «Швед») из Таганской ОПГ. По его словам, соучастником в убийствах был Бурлаков. Сам Бурлаков заявил, что Захаров пытается ему таким образом отомстить за то, что Бурлаков дал на него показания.
27 июля 2021 года присяжные признали Захарова виновным в совершении двойного убийства и незаконном обороте оружия, при этом оправдав по обвинениям в похищении человека, вымогательстве и одном убийстве. 6 августа 2021 года Мосгорсуд приговорил Захарова к 24 годам и 11 месяцам лишения свободы за двойное убийство и вымогательство, освободив от наказания по двум эпизодам в связи с истечением срока давности.

## В массовой культуре
- Документальный фильм «Дело обречённых» из цикла «Документальный детектив» (2002)